# Roar
"Roar" (tạm dịch: "Tiếng gầm") là một bài hát của ca sĩ - nhạc sĩ thu âm người Mỹ Katy Perry và nó là đĩa đơn mở đường cho album phòng thu thứ ba sắp phát hành của cô mang tên Prism (2013). Bài hát được sáng tác bởi Perry, Lukasz "Dr Luke" Gottwald, Max Martin, Bonnie McKee, và Henry "Cirkut" Walte. "Roar" là một bài hát nhạc pop điện tử có nhịp trung bình, được phát hành chính thức vào ngày 10 tháng 8 năm 2013 trên sóng radio và phát hành trên iTunes, Youtube và Amazon.com hai ngày sau đó. Video âm nhạc cho lời bài hát (lyric video) cũng được phát hành cùng ngày trên iTunes. "Roar" nhận được nhiều đánh giá tích cực từ các nhà phê bình âm nhạc và nhiều người đã so sánh nó với đĩa đơn phát năm 2010 của Perry là "Firework"; tuy nhiên phần giai điệu của nó bị phần đông cho là khá giống với bài hát "Brave" của nữ danh ca Sara Bareilles. Vào ngày 4 tháng 9 năm 2013, "Roar" đạt được vị trí quán quân tại bảng xếp hạng Billboard Hot 100 cũng như nhiều bảng xếp hạng khác tại Vương Quốc Anh, Úc, Canada, Hàn Quốc và New Zealand.
Vào tháng 7 năm 2015, video âm nhạc của Roar đã được chứng nhận X10Certified của Vevo với hơn 1 tỷ lượt xem giúp Katy Perry trở thành nghệ sĩ đầu tiên có 2 video đạt 1 tỷ lượt xem trên hệ thống này (video đạt 1 tỷ lượt xem trước đó của Katy là Dark Horse). MV cũng lọt vào danh sách những video được nhiều nhất mọi thời đại trên YouTube. Hiện video âm nhạc đang là video có nhiều lượt views nhất của Perry với hơn 3,6 tỉ lượt xem.

## Bối cảnh thực hiện
Perry mô tả bài hát như sau: "Bài hát như một lời động viên, thúc đẩy bản thân bạn và có lẽ chính bản thân là kẻ bắt nạt lớn nhất cuộc đời bạn. Và bài hát đã lên tiếng cho bản thân và nó thực sự có sức mạnh". Khi được hỏi nếu "Roar" cũng chỉ dừng lại ở những thành công của các sản phẩm trước, cô ấy trả lời: "Bạn không bao giờ có thể quả quyết chắc chắn bởi vì mọi việc không phải luôn luôn diễn ra theo cách mà bạn nghĩ; nhưng đối với tôi, mọi thứ tôi làm đều dựa nhiều vào cảm giác trực quan - và nếu có một thứ gì đó thực sự khiến tôi có cảm giác như "nổi da gà" hoặc như bị "thủy đậu" thì tôi biết chắc rằng thứ đó đã đánh trúng vào tâm lý, tình cảm của tôi".

## Phát hành và quảng bá
Vào ngày 29 tháng 7 năm 2013, Perry thông báo album thứ tư của cô - Prism - sẽ được phát hành vào ngày 22 tháng 10 năm 2013 bằng việc dùng chiếc xe tải mạ vàng đi khắp thành phố Los Angeles để giới thiệu tên album và ngày phát hành ở 2 mặt của nó. Bài hát được phát sóng chính thức trên các đài phát thanh vào ngày 10 tháng 8 năm 2013. Trên iTunes, bài hát được chính thức phát hành vào ngày 12 tháng 8 năm 2013 và cùng với đó Perry đã tiến hành thúc đẩy việc phát hành tại thành phố New York.

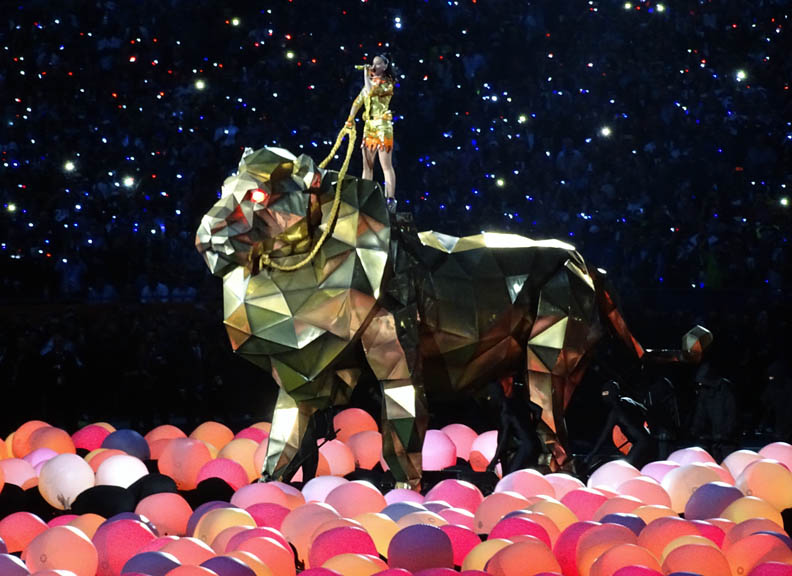
Katy Perry trình diễn "Roar" tại chương trình giữa giờ Super Bowl XLIX, 1 tháng 2 năm 2015.

Trước khi phát hành "Roar", Perry đã cho ra mắt người hâm mộ 4 teaser quảng bá cho bài hát và tất cả đã thông báo ngày phát hành chính thức vào ngày 12 tháng 8 năm 2013, mặc dù bài hát được ra mắt sớm hơn 2 ngày so với dự kiến. Đoạn teaser đầu tiên (tiêu đề: Burning Baby Blue) cho thấy hình ảnh Perry đốt mái tóc giả màu xanh dương mà cô đã sử dụng trong video bài hát "California Gurls", rồi sau đó hiện lên tên bài hát và ngày phát hành dự kiến. Đoạn teaser thứ 2 (tiêu đề: The Third Coming) cho thấy hình ảnh Perry trong một đám tang khi cô cùng những người xung quanh đang làm lễ tang cho "chiếc váy kẹo ngọt"; trong khi mọi người khóc tiếc thương thì Perry có vẻ rất lạnh lùng, cô còn nhoẻn miệng cười ở cuối đoạn video. Hình ảnh hai cô bé đội tóc giả màu tím được cho là đại diện cho những người hâm mộ đang xót xa, nuối tiếc khi phải chia tay album Teenage Dream. Đoạn teaser thứ 3 (tiêu đề: From A Meow To A Roar) cho thấy hình ảnh của một con mèo trắng đang ăn một món đồ chơi làm bằng lông chim và sau đó gầm lên. Đoạn teaser thứ 4 (tiêu đề: Satin Cape) là hình ảnh Perry bước vào phòng thu, mặc một chiếc áo khoác thêu hình đầu hổ và đứng trước micro. Hai đoạn teaser sau có chứa một đoạn nhỏ của bài hát.
Đoạn teaser chính thức cho video bài hát dài 21 giây được ra mắt vào ngày 25 tháng 8 năm 2013 thông qua Shazam cho thấy hình ảnh của Perry mang đậm chất người hùng Tarzan. Sau đó nó được đăng lên kênh Vevo chính thức của cô với tựa đề: "Queen of the Jungle". Maeve Keirans đến từ MTV đã rất ấn tượng với đoạn teaser trên và nói rằng:
"Katy Perry có một cách tiếp cận rất mới, rất khác với teaser "Roar": Cô ấy sống trong rừng xanh, đánh đu trên các cành cây, và giới thiệu những người bạn trong rừng của cô ấy cụ thể là một chú khỉ và một chú voi, và cô ấy đã sẵn sàng để gầm lên, Đoạn teaser dài 20 giây không có sự xuất hiện nhiều của Katy nhưng tất cả những gì chúng ta thấy được là cảnh cô ấy đu dây leo băng qua màn hình với trang phục áo da hổ và một chiếc váy làm từ lá cọ. Cô ấy đã chuyển từ hình ảnh "Killer Queen" sang hình ảnh "Jungle Queen"; rõ ràng là Katy đã chuyển mình từ việc che giấu bản thân trở thành việc tự tin thể hiện, thay đổi cái tôi như hình ảnh một người phụ nữ của núi rừng."
Ngoài ra, Nokia cũng đã đăng một tấm ảnh ghi lại cảnh quay hậu trường video "Roar" vào ngày 4 tháng 9 năm 2013.

### Lyric video
Vào ngày 12 tháng 8 năm 2013, một lyric video cho "Roar" được phát hành, sử dụng một ứng dụng mang tên WhatsApp. Video mô tả hình ảnh của Perry trong các hoạt động hàng ngày như ăn uống, đi vệ sinh, làm việc, tắm rửa và cùng lúc cô sử dụng iPhone để nhắn tin, nói chuyện cùng bạn bè; và những đoạn tin nhắn đó chính là lời của bài hát được gửi bởi nhiều cá nhân khác nhau. Hơn nữa những ký tự Emoji (ký tự vui) được sử dụng để thay thế một số từ ngữ trong bài hát.
Nhưng ý tưởng video lồng đoạn chat trên iPhone đã bị nhà sản xuất âm nhạc Dillon Francis cáo buộc là đạo ý tưởng đĩa đơn "Messages". Qua Twitter, Francis tuyên bố Katy đã "ăn cắp" ý tưởng của ông. Tuy nhiên, nữ ca sĩ không có phản hồi với thông tin này.

## Sáng tác
Bài hát mang âm hưởng tempo trung, một bài hát pop giàu năng lượng; bài hát cũng mang trong nó những yếu tố của Folk rock, Arena rock và Glam rock. Về phần lời, bài hát như một "tuyên ngôn quyền lực" mà trong đó Perry đã tự thúc đẩy, nâng cao bản thân mình; cô đã "tìm thấy sức mạnh trong chính bản thân mình". Phần điệp khúc, Perry hát: "I got the eye of the tiger, a fighter / Dancing through the fire, ’cause I am a champion / And you’re gonna hear me roar / Louder, louder than a lion" trong phần nhịp điệu mạnh mẽ và dồn dập. Perry đã giải thích nguồn cảm hứng đằng sau bài hát trong cuộc phỏng vấn với Mirror:

"Tôi viết bài hát khi tôi đã mệt mỏi với việc giấu kín tâm tư của mình mà không dám cất tiếng nói, điều đó gây ra nhiều nỗi bực bội. Kể từ album gần nhất (Teenage Dream), tôi phải đi điều trị tâm lý và bài hát này (Roar) nói về tâm trạng của tôi lúc đó"."

## Tiếp nhận
Sau khi phát hành, "Roar" nhận được nhiều đánh giá tích cực từ các nhà phê bình âm nhạc. Gerrick D. Kennedy của tờ Los Angeles Times đã gọi bài hát là "sự ngọt ngào, một viên kẹo gây nghiện đã bị cắn mất một phần" và đồng thời ông cũng ca ngợi giọng hát của Perry. Rolling Stone cũng đưa ra những nhận xét tích cực cho bài hát, họ nói: "Với một giai điệu dễ gây nghiện và sự lặp đi lặp lại của câu hát 'You held me down but I got up' và 'You're gonna hear me roar', đĩa đơn mở đường này đã là một đòn tấn công quyết định từ album mới". James Montgomery của MTV News mô tả bài hát như là "một sự thật không thể chối cãi" ("undeniably genuine"), ông viết: "Đó là một cá nhân, đó là một nguồn sức mạnh và với sự kết hợp của giọng hát vang xa và một tình cảm nồng cháy, nó chắc chắn là một trong những ca khúc pop hoàn hảo và nó sẽ còn được yêu thích trong một thời gian dài". Michael Cragg của The Guardian gọi đó là "một đĩa đơn cỡ lớn từ một ngôi sao nhạc pop cỡ lớn và ai biết chính xác được những gì cô ấy đang làm".
Andrew Hampp từ tạp chí Billboard đã có đánh giá tích cực cho "Roar", nói rằng đó là một "phong cách trở lại của công thức đã làm nên album đầu tiên của cô ấy One of the Boys" nhưng có sự chỉ trích về phần lời của bài hát, họ cho rằng: "Trong bài hát xuất hiện những từ ngữ mang ý nghĩa trống rỗng và có lẽ vần điệu như vậy là để phù hợp với độ dậm nhịp (BPM) của nó".
Jon OBrien của Yahoo! ca ngợi bài hát với "phần điệp khúc gào rống" của nó và khen ngợi Perry cho sự "chỉ đạo rõ ràng phần còn lại của cảnh EDM đã được các đồng nghiệp của cô nghe theo"; tuy nhiên anh lưu ý rằng bài hát mang trong nó vài dấu vết của 'âm thanh tối' mà Perry đã hứa trước đó. Melinda Newman của HitFix gọi bài hát là một "sự quyết liệt, tuyên ngôn của niềm vui" và khen bài hát là "một sự thay đổi lớn theo đà đi lên" của Perry.
Nhiều ý kiến cho rằng có điểm tương đồng của "Roar" với bài hát phát hành năm 2010 của Perry, "Firework". Charley Rogulewski đến từ Vibe nhận xét bài hát "chắc chắn một bản hit trên radio (sure-to-be radio hit) với chủ đề nâng cao vị thế bản thân tương tự như bài hát "Firework" của cô ấy". Trang Digital Journal phát biểu: "Ca khúc là hơi thở trong lành để lắng nghe". Katie Aktinson từ tờ Entertainment Weekly cũng đã so sánh "Roar" với "Firework" và còn tuyên bố rằng những ca từ của bài hát thật thích hợp để trở thành một bài hát cổ vũ bóng đá; hơn nữa họ còn nói đùa rằng "Cincinnati Bengals (một đội bóng đá chuyên nghiệp của Mỹ) nên gửi cho cô ấy một lời đề nghị ngay bây giờ". Chiderah Monde từ New York Daily News thì đề cập đến phần điệp khúc bài hát "thật bắt mắt" và nói bài hát là "một chứng nhận khác" dành cho Perry. James Shotwell từ Under the Gun Review cho biết bài hát có một "cách tiếp cận mạnh mẽ hơn" so với những sản phẩm trước đây của Perry.

## Diễn biến xếp hạng
"Roar" tiêu thụ được 557.000 bản trong tuần đầu tiên phát hành nhờ vào lượng tải kỹ thuật số, giúp Perry trở thành nghệ sĩ có doanh thu tuần đầu tiên cao nhất tính trong năm 2013. Bài hát cũng trở thành bài hát có lượng tiêu thụ nhiều nhất trong tuần đầu của Perry từ trước đến nay, phá vỡ kỷ lục của "Firework" với lượng tiêu thụ 509.000 bản vào tháng 12 năm 2010. Sau khi ra mắt tại vị trí thứ 85 trên bảng xếp hạng Billboard Hot 100 vào trung tuần tháng 8 thì bài hát đã vươn lên vị trí á quân ngay tuần sau đó, trở thành bài hát thứ 12 của Perry lọt được vào top 10 tại Hoa Kỳ và là đĩa đơn thứ 9 liên tiếp lọt vô được top 3 trên Hot 100. Sau khi đạt vị trí á quân, "Roar" cuối cùng cũng đã vươn lên được vị trí quán quân sau khi bán thêm được 448.000 bản và điều này đã giúp Perry có được quán quân thứ 8 trong sự nghiệp tại Hot 100. "Roar" cũng đã lọt vô được top 40 của bảng xếp hạng US Pop Songs và Adult Pop Songs. Trong ba ngày đầu tiên sau khi phát hành, bài hát đã tiêu thụ được hơn 272.000 bản; và theo thống kê tính đến tháng 9 năm 2013, "Roar" đã bán được 1.397.000 bản chỉ tính riêng tại Hoa Kỳ.
"Roar" vươn lên vị trí quán quân tại New Zealand Singles Chart chỉ sau 4 ngày phát hành, trở thành bài hát thứ 9 của Perry quán quân, thứ 2 quán quân trong tuần lễ đầu tiên và thứ 11 lọt vào top 10.
Tại Brasil, bài hát đã phá vỡ kỷ lục iTunes tại đây với 3.569 bản được bán ra ngay trong tuần lễ đầu tiên. Kỷ lục trước đây thuộc về "Heart Attack" của Demi Lovato với 2.526 bản được bán trong tuần đầu.
Tại úc, bài hát có mặt tại vị trí thứ 3 trong tuần đầu tiên tại bảng xếp hạng ARIA Singles Chart. Nó đạt vị trí quán quân ngay tuần sau đó, trở thành bài hát quán quân thứ ba của Perry tại đây.
Tại Vương Quốc Anh, "Roar" vươn lên vị trí quán quân trong tuần đầu tiên tại UK Singles Chart vào ngày 8 tháng 9 năm 2013; bán được 179.500 bản trong tuần đầu và chiếm ngôi đầu của "Burn" của Ellie Goulding khi mà bài hát này đã giữ quán quân được 3 tuần. Bài hát trở thành đĩa đơn thứ tư của Perry quán quân tại đây, sau "Part of Me" quán quân tháng 3 năm 2012, "California Gurls" quán quân tháng 6 năm 2010 và "I Kissed a Girl" quán quân tháng 8 năm 2008.

## Video âm nhạc

Poster quảng bá của video âm nhạc "Roar"

Video được quay trong vòng 3 ngày tại Los Angeles County Arboretum và tại Vườn Bách Thảo (Botanic Garden), được đạo diễn bởi Grady Hall và Mark Kudsi. Video âm nhạc chính thức cho "Roar" được phát hành vào ngày 5 tháng 9 năm 2013. Trong video, Perry và bạn trai cô (do Brian Nagel đóng) đang bị mắc kẹt trong một khu rừng già và họ đã thoát nạn sau một vụ tai nạn máy bay. Khi đêm xuống, anh chàng đã bị một con hổ tấn công khi mà cả hai người đang khám phá khu rừng. Cô gái vì quá sợ hãi đã bỏ chạy và dần dần qua năm tháng cô đã làm bạn với những loài vật ở xung quanh. Từ một cô gái nhút nhát, sợ sệt thì cô ta đã trở thành "nữ hoàng của rừng xanh" và cô đã gọi con hổ là "Kitty Purry" sau khi thuần hóa được nó.

## Tranh cãi
Sau khi phát hành "Roar", đã có nhiều cáo buộc cho rằng Perry đã đạo nhạc bài hát "Brave" của Sara Bareilles. Bareilles đã phát biểu: "Katy là một người bạn của tôi và chúng tôi đã là biết nhau được một thời gian dài, vì thế cô ấy đã nhắn tin cho tôi về việc này và chúng tôi đã trao đổi về nó"; "Thật sự xấu hổ khi mà việc này đã trở thành một vở kịch. Nó ảnh hưởng tiêu cực đến hai nghệ sĩ đã dùng tin nhắn để trao đổi với nhau". Cô còn nói thêm: "Nếu tôi không bị điên thì tôi không biết lý do gì để ai đó trở nên khó chịu. Hãy thư giãn đi, hãy ăn mừng khi chúng ta có thể thoát khỏi những rắc rối đó và hãy khuyến khích mọi người mạnh mẽ lên".
Theo Twitchy Entertainment, Dr. Luke, nhà sản xuất cũng như tác giả của "Roar" đã đăng lên Twitter vào ngày 14 tháng 8 năm 2013 để đáp trả các cáo buộc, anh nói "Roar" được sáng tác và thu âm [vào tháng 3 năm 2013] trước khi "Brave" ra mắt.
Trước những phản ứng của dư luận thì "Brave" đã gây được sự chú ý, và Epic Records đã quyết định phát hành "Brave" trên đài phát thanh quốc gia.
Thêm nữa ý tưởng video lồng đoạn chat trên iPhone đã bị nhà sản xuất âm nhạc Dillon Francis cáo buộc là đạo ý tưởng đĩa đơn "Messages". Qua Twitter, Francis tuyên bố Katy đã "ăn cắp" ý tưởng của ông.

## Biểu diễn trực tiếp
Katy Perry biểu diễn trực tiếp "Roar" lần đầu tiên tại MTV Video Music Awards 2013 như là tiết mục kết thúc chương trình. Màn biểu diễn đặc biệt với hình ảnh võ sĩ quyền anh của Perry được biểu diễn dưới chân cầu Brooklyn.

## Danh sách đĩa nhạc
- Tải nhạc kỹ thuật số[51]

1. "Roar" – 3:42

- CD[52]

1. "Roar" – 3:42
2. "Roar" (Instrumental) – 3:42

## Bảng xếp hạng và chứng nhận doanh số
| Bảng xếp hạng (2013)                   | Vị trí cao nhất |
| -------------------------------------- | --------------- |
| Úc (ARIA)                              | 1               |
| Áo (Ö3 Austria Top 40)                 | 1               |
| Bỉ (Ultratop 50 Flanders)              | 5               |
| Bỉ (Ultratop 50 Wallonia)              | 6               |
| Brazil (Billboard Brasil Hot 100)      | 28              |
| Brazil Hot Pop Songs                   | 5               |
| Bungari (IFPI)                         | 1               |
| Canada (Canadian Hot 100)              | 1               |
| Croatia (Airplay Radio Chart)          | 1               |
| Cộng hòa Séc (Rádio Top 100)           | 2               |
| Đan Mạch (Tracklisten)                 | 2               |
| châu Âu (Billboard Euro Digital Songs) | 1               |
| Phần Lan (Suomen virallinen lista)     | 9               |
| Pháp (SNEP)                            | 5               |
| Đức (GfK)                              | 2               |
| Greece Digital Songs (Billboard)       | 2               |
| Hungary (Rádiós Top 40)                | 3               |
| Indonesia (Indonesian Singles Chart)   | 1               |
| Ireland (IRMA)                         | 1               |
| Israel (Media Forest)                  | 1               |
| Ý (FIMI)                               | 4               |
| Nhật Bản (Japan Hot 100)               | 4               |
| Lebanon (Lebanese Top 20)              | 1               |
| Luxembourg Digital Songs (Billboard)   | 2               |
| Mexican Anglo Chart (Monitor Latino)   | 1               |
| Hà Lan (Dutch Top 40)                  | 2               |
| New Zealand (Recorded Music NZ)        | 1               |
| Na Uy (VG-lista)                       | 4               |
| Ba Lan (Polish Airplay Top 5)          | 2               |
| Portugal Digital Songs (Billboard)     | 8               |
| Scotland (OCC)                         | 1               |
| Slovakia (Rádio Top 100)               | 2               |
| Nam Phi (Mediaguide)                   | 2               |
| Hàn Quốc (Gaon Chart)                  | 1               |
| Tây Ban Nha (PROMUSICAE)               | 5               |
| Thụy Điển (Sverigetopplistan)          | 5               |
| Thụy Sĩ (Schweizer Hitparade)          | 3               |
| Anh Quốc (OCC)                         | 1               |
| Hoa Kỳ Billboard Hot 100               | 1               |
| Hoa Kỳ Pop Airplay (Billboard)         | 1               |
| Hoa Kỳ Dance Club Songs (Billboard)    | 1               |
| Hoa Kỳ Adult Pop Airplay (Billboard)   | 1               |
| Hoa Kỳ Adult Contemporary (Billboard)  | 1               |
| US Rhythmic (Billboard)                | 6               |
| Venezuela Pop Rock (Record Report)     | 2               |

| Quốc gia                                                                           | Chứng nhận    | Số đơn vị/doanh số chứng nhận |
| ---------------------------------------------------------------------------------- | ------------- | ----------------------------- |
| Úc (ARIA)                                                                          | 9× Bạch kim   | 630.000^                      |
| Bỉ (BEA)                                                                           | Vàng          | 0*                            |
| Canada (Music Canada)                                                              | 5× Bạch kim   | 0*                            |
| Đan Mạch (IFPI Đan Mạch)                                                           | 2× Bạch kim   | 60.000^                       |
| Đức (BVMI)                                                                         | Bạch kim      | 500.000^                      |
| Ý (FIMI)                                                                           | Bạch kim      | 30.000*                       |
| México (AMPROFON)                                                                  | Bạch kim+Vàng | 90,000*                       |
| New Zealand (RMNZ)                                                                 | 4× Bạch kim   | 60.000*                       |
| Hàn Quốc (Gaon Chart)                                                              | —             | 128,034                       |
| Na Uy (IFPI)                                                                       | Bạch kim      | 10.000*                       |
| Thụy Điển (GLF)                                                                    | 2× Bạch kim   | 40.000‡                       |
| Anh Quốc (BPI)                                                                     | Bạch kim      | 890,000^                      |
| Hoa Kỳ (RIAA)                                                                      | 6× Bạch kim   | 5,000,000                     |
| Venezuela (APFV)                                                                   | 4× Bạch kim   | 40,000^                       |
| * Chứng nhận dựa theo doanh số tiêu thụ. ^ Chứng nhận dựa theo doanh số nhập hàng. |               |                               |

| Bảng xếp hạng (2013)                 | Vị trí |
| ------------------------------------ | ------ |
| Australia (ARIA)                     | 1      |
| Canada (Canadian Hot 100)            | 10     |
| Rádiós Top 40)                       | 25     |
| Italy (FIMI)                         | 24     |
| New Zealand (Recorded Music NZ)      | 4      |
| Spain (PROMUSICAE)                   | 43     |
| Sweden (Sverigetopplistan)           | 35     |
| Switzerland (Schweizer Hitparade)    | 29     |
| UK Singles (Official Charts Company) | 6      |
| US Billboard Hot 100                 | 10     |
| US Billboard Pop Songs               | 13     |
| US Billboard Adult Contemporary      | 21     |
| US Billboard Adult Pop Songs         | 20     |

## Lịch sử phát hành
| Quốc gia      | Ngày phát hành           | Kiểu phát hành          | Hãng đĩa              |
| ------------- | ------------------------ | ----------------------- | --------------------- |
| Hoa Kỳ        | Ngày 10 tháng 8 năm 2013 | Phát thanh              | Capitol Records       |
| Đức           | Ngày 12 tháng 8 năm 2013 | Tải nhạc kỹ thuật số    | Universal Music Group |
| Hoa Kỳ        | Ngày 12 tháng 8 năm 2013 | Tải nhạc kỹ thuật số    | Capitol Records       |
| Toàn cầu      | Ngày 12 tháng 8 năm 2013 | Tải nhạc kỹ thuật số    | Universal Music Group |
| Hoa Kỳ        | Ngày 13 tháng 8 năm 2013 | Top 40/Mainstream radio | Capitol Records       |
| Liên Hiệp Anh | Ngày 1 tháng 9 năm 2013  | Tải nhạc kỹ thuật số    | Universal Music Group |
| Đức           | Ngày 13 tháng 9 năm 2013 | CD                      | Universal Music Group |